# Cuphea confertiflora
Cuphea confertiflora är en fackelblomsväxtart som beskrevs av St.-hil.. Cuphea confertiflora ingår i släktet blossblommor, och familjen fackelblomsväxter. Inga underarter finns listade i Catalogue of Life.